# Passieklooster
Het Passieklooster (Russisch: Страстной монастырь) of het Strastnoij Klooster was een groot Russisch-orthodox kloostercomplex in Moskou. Het kloostercomplex stond aan het Poesjkinplein, bij de toegangspoort van de Witte Stad. De Strastnoij-boulevard is vernoemd naar het klooster.

## Stichting
In het jaar 1641 werd door tsaar Alexis van Rusland een miraculeuze icoon van de Moeder Gods uit een dorpskerk in de regio Nizjni Novgorod naar Moskou gehaald. Op de plaats waar de tsaar en de geestelijkheid het icoon opwachtten werd een kerk gesticht. Enkele jaren later, in 1654, werd opdracht gegeven om op die plek een vrouwenklooster te bouwen.

## Geschiedenis
In 1770 werd het klooster getroffen door een ernstige brand. Catharina II van Rusland verordonneerde onmiddellijke herbouw van het klooster. In 1812 trof het klooster een nieuwe ramp toen de troepen van Napoleon er neerstreken. Het klooster werd ontheiligd, er vonden executies plaats en het heiligdom werd geplunderd en verbrand. Na de aftocht van Napoleon volgde een nog rijkere herbouw. Er kwam een nieuwe ommuring met een poortgebouw waarin de Kerk van Aleksej werd gevestigd. Het gebouw werd met een schilddak bekroond, destijds een noviteit in de architectuur. In heel Moskou was het klooster beroemd om het koor en de producten die er werden vervaardigd.

## Afschaffing en sovjetterreur
In 1928 werd het klooster op last van de atheïstische overheid opgeheven. In de kathedraal werd vervolgens een anti-religieus museum gevestigd. Zonder enige noodzaak daartoe werd op het hoogtepunt van de stalinistische terreur het gehele complex in 1937 verwoest.
Na sluiting werd het icoon van de Moeder Gods naar de Verrijzeniskerk in Sokolniki (Russisch: церковь Воскресения в Сокольниках) verplaatst. Daar bevindt het icoon zich nog steeds.  
In een poging om het klooster uit het collectieve geheugen van de Moskovieten te wissen werd in de jaren 50 het Poesjkinmonument verplaatst naar de plek waar ooit de Poortkerk van Aleksej stond. Sinds de jaren 60 bevindt zich op het terrein ook een wanstaltig bioscoopgebouw.

## Ontwikkelingen
Tijdens het burgemeesterschap van Joeri Loezjkov zijn er in samenwerking met een Turkse investeerder plannen gesmeed om op het kloosterterrein een groot winkelcomplex met parkeergarage te bouwen. Tot nu toe zijn de plannen op niets uitgelopen. Vanuit de bevolking wordt er al enige tijd geijverd voor herbouw van het klooster. Hierin wordt de bevolking ondersteund door de organisatie Borodino-2012 (Russisch: Бородино-2012).

## Kerken
- Kathedraal van de Heilige Moeder Gods  (bouwjaar 1642-1646, afbraak 1937)
- Poortkerk van Aleksej (bouwjaar 1849-1855, afbraak 1937)
- Kerk van de Heiligen Antonius en Theodosius van de Grotten (bouwjaar 1898-1899, afbraak 1937)